# Плоска бородавка
Плоска бородавка — вид бородавки, має червонувато-коричневий колір, плоску поверхню та дещо підвищується над поверхнею шкіри.
Пласка бородавка має чітко окреслені межі та характеризується розмірами від 2 до 5 мм в найбільшому діаметрі. Найчастіше це утворення уражає поверхні рук та обличчя.. Причиною виникнення можуть бути деякі штами HPV.